# Antoniów
Antoniów (alemán: Antoniwald) es una localidad del distrito de Jelenia Góra, en el voivodato de Baja Silesia (Polonia). Se encuentra en el suroeste del país, dentro del término municipal de Stara Kamienica, a unos 5 km al suroeste de la localidad homónima y sede del gobierno municipal, a unos 16 al oeste de Jelenia Góra, la capital del distrito, y a unos 111 al oeste de Breslavia, la capital del voivodato. Antoniów perteneció a Alemania hasta 1945.
- Datos: Q739057
- Multimedia: Antoniów, Lower Silesian Voivodeship / Q739057

1. ↑  Worldpostalcodes.org,código postal n.º 58-512.